# La Palma (Guerrero)
La Palma es una localidad del estado mexicano de Guerrero. Es parte del municipio de Juan R. Escudero.

## Demografía
| Gráfica de evolución demográfica |
|                                  |

| Censo | Población |
| ----- | --------- |
| 1960  | 1 269     |
| 1970  | 1 312     |
| 1980  | 1 367     |
| 1990  | 1 751     |
| 2000  | 1 590     |
| 2010  | 1 597     |
| 2020  | 1 694     |